# Alejandra Gulla
Alejandra Gulla (Lincoln, Buenos Aires, 4. srpnja 1977.) je argentinska hokejašica na travi. Igra na mjestu napadačice.
S argentinskom izabranom vrstom je osvojala odličja i sudjelovala na više međunarodnih natjecanja, među ostalima na OI 2008. u Pekingu i na OI 2004. u Ateni.
Igra za Lomas Athletic Club iz Buenos Airesa.
Osvajačica je zlatnog odličja na Panameričkog kupa 2001.

## Vanjske poveznice
- Hockey-Argentina[neaktivna poveznica] Slika